# Monasterio del Santo Sepulcro (Alcoy)
El monasterio del Santo Sepulcro de Alcoy (Alicante), Comunidad Valenciana, es la única muestra de arquitectura religiosa antigua que se conserva en Alcoy, ya que todas las otras han desaparecido. Se trata de un templo barroco construido entre 1596 y 1598 por los maestros de obras Baltasar García, Honorato de Onteniente y Baptista Balfago. 

## Descripción
La planta del templo es en cruz latina, con nave de tres tramos cubierta por bóveda de cañón sobre arcos fajones con lunetos, donde el crucero se cubre con una cúpula elíptica sobre pechinas, con nervaduras y ventanas entre ellas.
Destaca la gran altura de los arcos de embocadura de las capillas laterales, escasamente comunicadas entre sí. A los pies se sitúa el coro alto, cerrado con celosía, para uso de las monjas Agustinas Descalzas que habitan el convento. 
Cuenta con una capilla lateral elíptica donde se contienen las reliquias del milagro del Sagrado Copón, robado y encontrado intacto en 1568 y de una imagen del Niño Jesús de Praga que, según la historia, inclinó sus dedos para señalar el lugar donde el Cáliz había sido escondido. Como curiosidad destacar que en esta capilla también se encuentra una réplica de la Sábana Santa, perteneciente a Juan Luis de Alzamora, secretario de Don Juan de Austria y que lo donó al convento. 
Tiene también en una de sus hornacinas una imagen de San José que cuenta con una reproducción a pequeña escala de un banco de carpintero y una "cabellera" de virutas de madera. El exterior del templo es austero y sencillo, donde únicamente destaca la portada de piedra en la fachada de los pies, a la que se accede por escalinata elíptica.
La fachada lateral del monasterio del Santo Sepulcro de estilo barroco regionalista es obra del arquitecto alcoyano Vicente Valls Gadea, realizada en 1925.